# Augmentation (Musik)
Unter Augmentation versteht man in der Musik die Vergrößerung des Zeitwertes einer Notenfolge in Bezug auf eine motivisch verwandte. Wird ein Thema augmentiert, wird die Note um ihren eigenen Wert verlängert; so wird aus einer Viertel- eine halbe Note oder aus einer halben eine ganze Note. Wird der Wert der Noten jedoch verkleinert, spricht man von Diminution. Dieses Verfahren wird häufig bei der Komposition einer Fuge angewandt.
Augmentation kann auch die Intervallstruktur eines Stücks betreffen; dann werden Tonsprünge in einer Tonfolge vergrößert. Auch hier heißt das gegensätzliche Verfahren Diminution.
Augmentation ist ein beliebtes Mittel der Variation. Wenn aber Notenlängen oder Intervallstruktur der Musik parametrisiert werden, kann man wegen des Fehlens eines Bezuges nicht mehr von einer Augmentation respektive Variation/Diminution sprechen: Der Begriff veraltet und wird überflüssig. Das geschieht vorwiegend in der seriellen Musik.